# Diplazium jaraguae
Diplazium jaraguae är en majbräkenväxtart som beskrevs av Eduard Rosenstock.
Diplazium jaraguae ingår i släktet Diplazium och familjen Athyriaceae. Inga underarter finns listade i Catalogue of Life.